# Вязьмичи
Вязьмичи — Деревня в Дорогобужском районе Смоленской области России. Входит в состав Алексинского сельского поселения.
Население — 16 жителей (2007 год).
Расположена в центральной части области в 14 км к югу от Дорогобужа, в 9 км восточнее автодороги Р137 Сафоново — Рославль, на берегу реки Сельня. В 25 км южнее от деревни находится железнодорожная станция Калошино на линии Смоленск-Сухиничи.

## История
В годы Великой Отечественной войны деревня была оккупирована гитлеровскими войсками в октябре 1941 года, освобождена в сентябре 1943 года.